# Szalmás Piroska
Szalmás Piroska, Fischer Antalné (Budapest, 1898. augusztus 7. – Budapest, 1941. augusztus 13.) kórusvezető, zeneszerző, pedagógus.

## Munkássága
Budapesten született Szalmás (Stroh) Arnold hírlapkiadó és Jusztusz Szidónia (1874–1945) gyermekeként izraelita vallású családban. Apai nagyszülei Stroh Adolf és Weisz Netti, anyai nagyszülei Jusztusz Bernát és Klein Róza (1842–1904) voltak. A budapesti Zeneművészeti Főiskolán szerzett zongoratanári oklevelet, tanárai voltak Székely Arnold, Kodály Zoltán, Weiner Leó és Thomán István. 1928-ban kapcsolódott be a munkásmozgalomba, 1929-től lett az SZDP tagja. 1930-ban Népdalkórus néven szervezte meg a későbbi Szalmás-kórus néven ismertté vált ifjúmunkáskórust, amely az 1930-as évek elején a KMP által irányított kultúrmunka egyik központja volt. A rendőrség felfigyelt tevékenységére, a kórust több ízben betiltották, ő maga rendőri megfigyelés alatt állt. Az énekkar műsorán munkásdalok, népdalok szerepeltek amelyeket az ő feldolgozásában adtak elő. Elsőként zenésített meg József Attila-verseket, több politikai tárgyú színpadi szatírát, kórusművet és dalt írt. Neve elválaszthatatlanul összefonódott a kórussal, amelynek vezetését halála után Justus Pál (1944-ig), majd Szabados Zádor (1948-ig) vette át.
43 évesen hirtelen ragadta el a halál, temetése munkásmozgalmi esemény lett.

### Vonuljatok ki, Chansonok!
A Szalmás-kórus albuma eredetileg 1940-ben készült, 1 példányban, Pécsi Antal képeivel. Szalmás Piroska állította össze. Kiadta a Zeneműkiadó 1970-ben [Z.6200].

## Magánélete
1925. október 15-én kötött házasságot Fischer (Ármin) Antal grafikussal, Fischer Illés és Jusztusz Mária fiával.

## Műve
- A Szalmás-kórus krónikás-könyve 1930–1940 (SZDP, Világosság Nyomda, Budapest, 1940)[8]

## Emlékezete
1977-ben az országos hírű vegyeskórus, az Építők Szakszervezetének Művészegyüttese Kórusa (korábban MÉMOSZ Dalárda) 1977-ben felvette a Bartók-tanítvány Szalmás Piroska nevét.
2012-ben a Fővárosi Közgyűlés a budapesti Andrássy úttal párhuzamos Szalmás Piroska utcát Németh László utcává nevezte át.